# Piotr Wodzicki
Piotr Wodzicki was een Pools aristocraat en militair. In 1738 was hij kastelein van Sandecz en generaal-majoor in het Pools-Saksische leger.
In 1738 was generaal Wodzicki een van de ridders in de derde serie benoemingen in de Pools-Saksische Militaire Orde van Sint-Hendrik.